# Castillo de Vitré
El primer castillo de piedra de la localidad de Vitré, Francia, fue construido por el barón Roberto I de Vitré a finales del siglo XI. El lugar defensivo elegido, un promontorio rocoso, domina el valle del río Vilaine. Este edificio, del cual todavía perdura una portada de estilo románico, sucedía a un castillo de madera construido en la colina de Sainte-Croix sobre un terruño feudal hacia el año 1000. Será el barón Andrés III quién, durante la primera mitad del siglo XIII, lo reconstruya y le otorgue su actual planta triangular siguiendo la cumbre del promontorio rocoso, y rodeándolo de fosos secos.
A su muerte, el dominio le corresponderá por alianza a la familia de los Condes de Laval. Guy XII de Laval ampliará el castillo en el siglo XV. Es en esta época cuando son realizadas las últimas modificaciones defensivas: doble puente levadizo, torre de la Madeleine, torre de Saint-Laurent (en la que posteriormente se instaló la cañonería). A pesar de todo ello, en 1487, Guy XV de Laval lo entregará a las tropas francesas sin combatir.

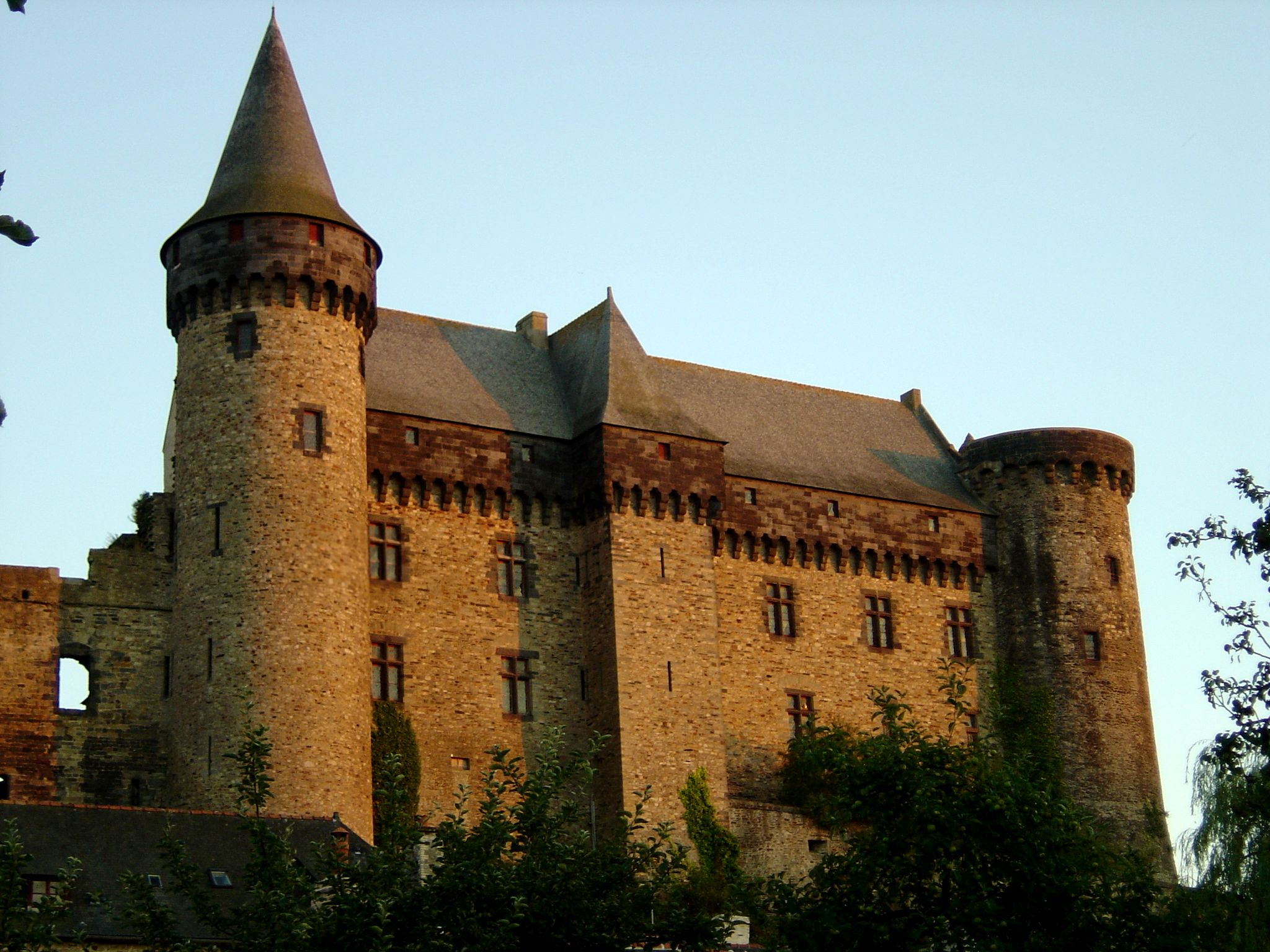
Fachada este.

A partir de finales del siglo XV y durante el siglo XVI se realizaron confortables mejoras que aún prevalecen: construcción de galerías de circulación y de una capilla de estilo renacentista en 1530. El Parlamento de Bretaña utilizará esta fortaleza como refugio en tres ocasiones (1564, 1582 y 1583) durante las epidemias de peste que se sucedieron en Rennes.
Con las familias de Rieux y Coligny, propietarios del castillo entre 1547 y 1605, Vitré se abrirá al Protestantismo y se convertirá durante algunos años en bastión hugonote. En 1589, la fortaleza resiste un asedio de 5 meses del Duque de Mercour. En 1605, el castillo pasará a la propiedad de la familia de La Trémoille, originaria de Poitou. La fortaleza será abandonada en el siglo XVII y se irá degradando, en particular con el hundimiento parcial de la torre de Saint-Laurent y con el incendio accidental que destruyó la morada señorial a finales del siglo XVIII.
Readquirido por el estado en el siglo XIX, es declarado Monumento histórico en 1872 y restaurado a partir de 1875 bajo la dirección del arquitecto Darcy. Pasado al dominio público, albergará a partir de 1872 un pequeño museo impulsado por Arthur de La Borderie. Actualmente se ha instalado el Ayuntamiento de Vitré en el interior del recinto del castillo, en un edificio reconstruido en 1912 según los planos de la morada señorial.

## Galería de imágenes

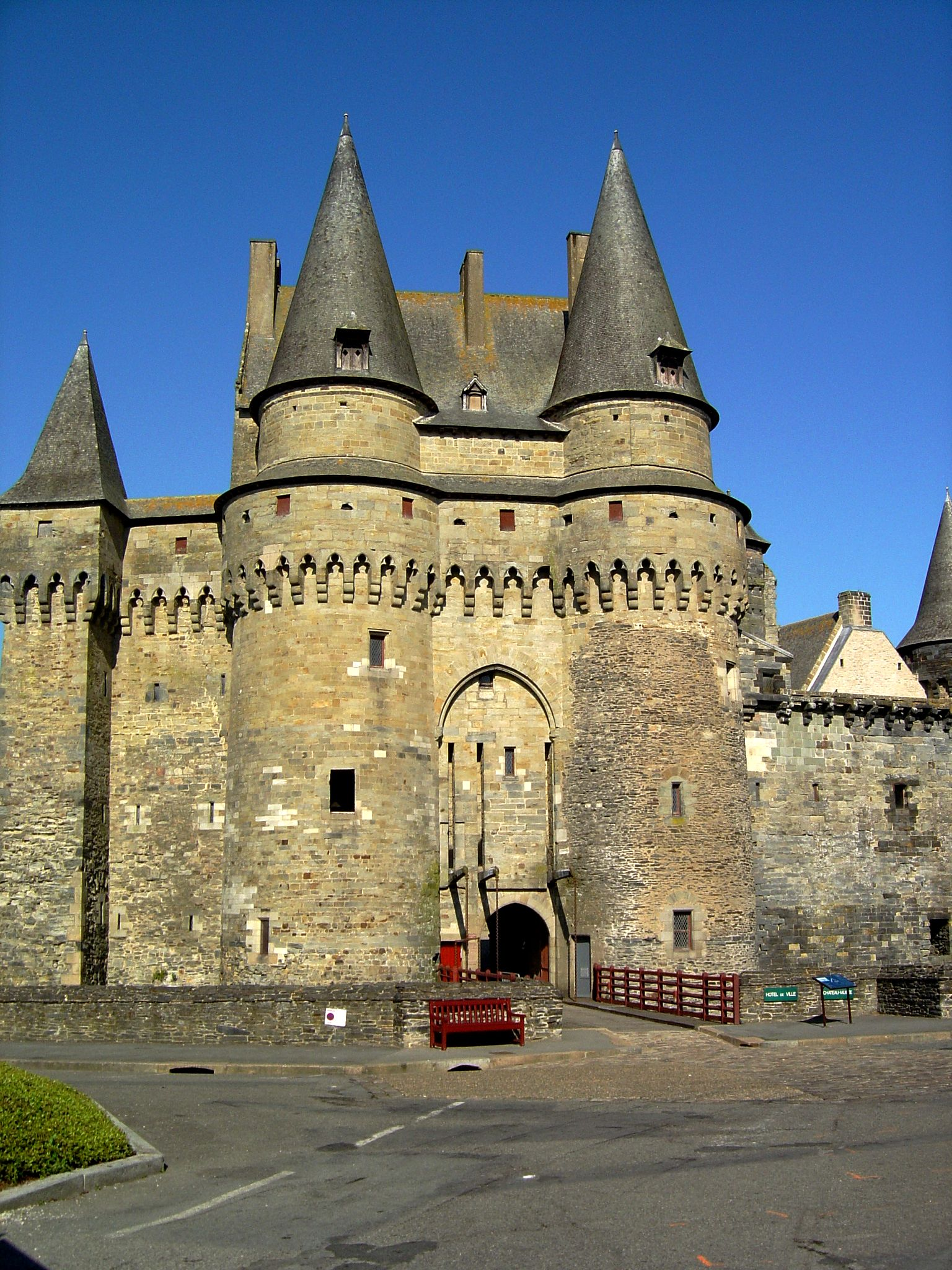
Detalle de la entrada del castillo
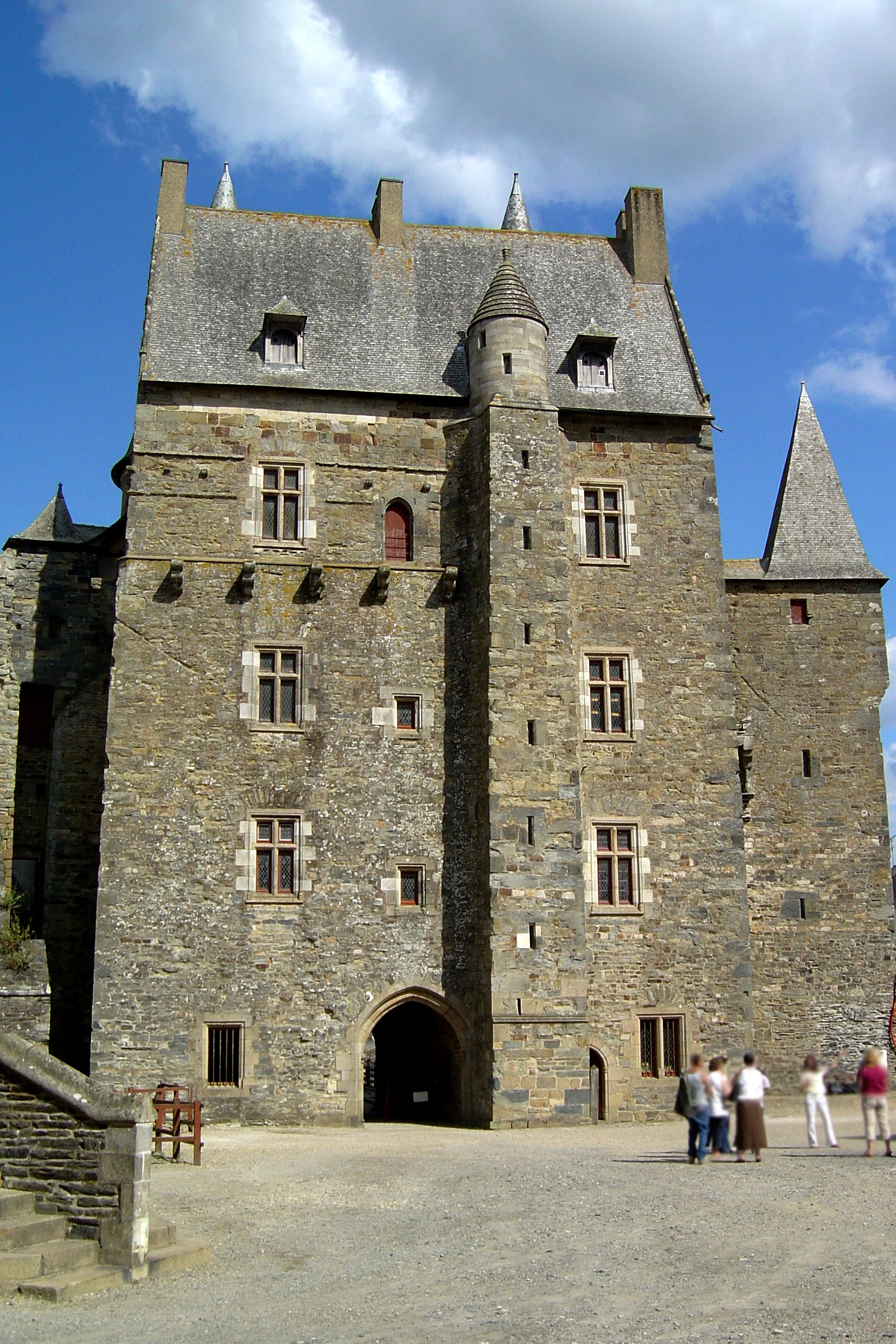
Vivienda en la parte posterior del castillo
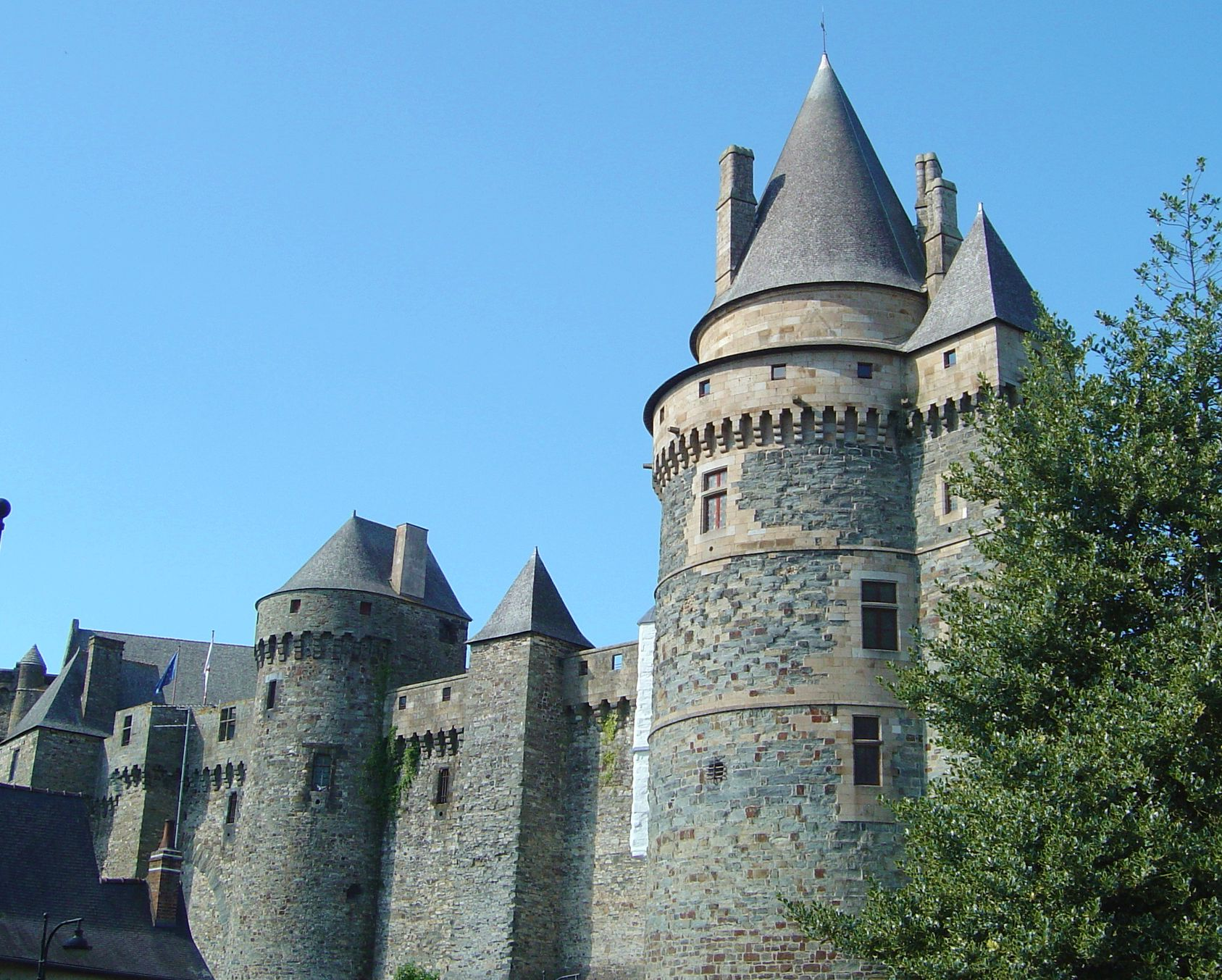
Fachada Oeste
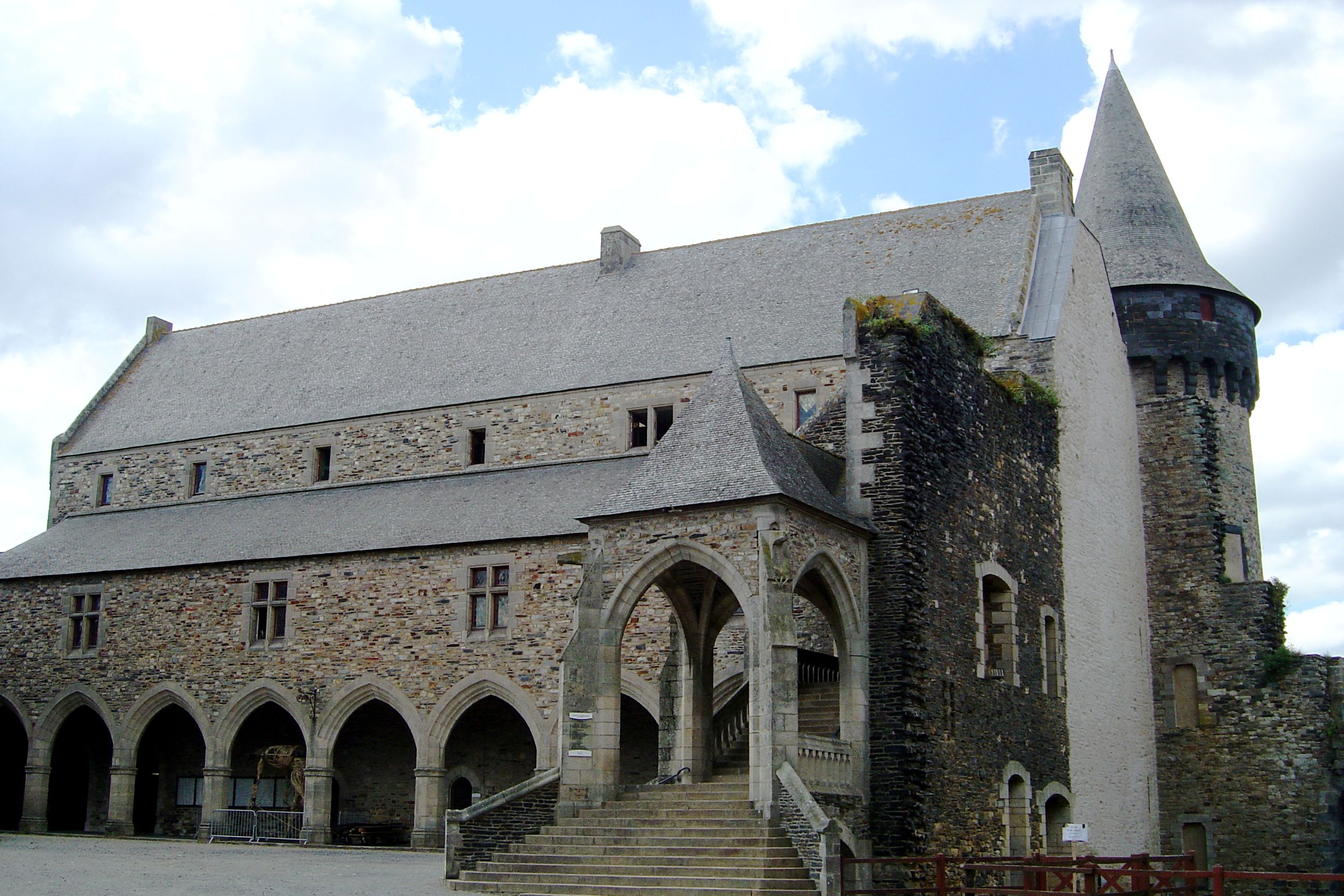
Ayuntamiento